# Geschäftsmaurerei
Geschäftsmaurerei bezeichnet den geschäftlichen Missbrauch der Freimaurerei zu eigennützigen Zwecken und gilt in der Freimaurerei als unehrenhaft.
So heißt es im Lennings Allgemeinen Handbuch der Freimaurerei aus dem Jahr 1900:
„[Gerecht] war nur der Kampf gegen jene, die mit Missbrauch der Zeremonien Nichtmaurer zum Gelderwerb aufnahmen und damit die Brüderschaft herabwürdigten.“
Der Begriff „Freimaurerloge“ ist gesetzlich nicht geschützt. Logen ohne Gründungspatent und ohne Aufsicht durch eine Großloge werden hingegen als Winkellogen bezeichnet.